# Vedress Gyula
Vedress Gyula, Vass (Dorozsma, 1849. március 5. – Szentendre, 1908. május 28.) színész, rendező.

## Pályafutása
Apja V. István Szegeden földmérő volt. 1873 őszétől Nagyenyeden Csóka Sándor társulatában szerepelt kisebb megszakításokkal egy évtizedig. 1877–78-ban Szatmáron, majd 1881–82-ben Székesfehérváron játszott. Ezután 1885–86-ban Kolozsvárott lépett fel, majd három évet Debrecenben, másik hármat pedig újra Székesfehérvárott töltött. 1892-ben megválasztották az Országos Színészegyesület titkárának. 1908 áprilisában nyugdíjba vonult. Több évig szerkesztette a Színészek Naptárát és több színdarabot is írt. Neje Dorsay Lia (Losonckisfalu, 1864. március 27. – Hévíz, 1913. augusztus 3.) színésznő volt.

## Fontosabb szerepei
- Lélie (Molière: Szeleburdi)
- Boros (Almási Balogh Tihamér – Erkel Elek: Milimári)

## Színdarabjai
- Hajnal Terka
- Kurucz Pali
- A szép örményasszony